# Doonbeg
Doonbeg (en irlandès An Dún Beag o "el petit fort") és un poble d'Irlanda, al comtat de Clare, a la província de Munster. Es troba a la carretera N67 entre Kilkee i Milltown Malbay. Les principals ciutats més importants, Kilrush i Kilkee estan a unes set milles.

## Història
Des de l'època medieval hi havia un assentament a la zona de creuament del riu. El nom d'An Dún Beag potser fa referència al castell de Doonbeg o alguna fortificació més antiga al marge del riu. El castell fou construït en el segle xvi i està associat als enfrontaments històrics entre els clans McMahon i O'Brien.

## Situació de l'irlandès
En la dècada del 1920 a la zona oriental d'Ennis que comprenia els llogarets de Doonbeg, Ennistymon, Carrigahold i Lisdoonvarna, encara hi havia parlants d'irlandès i la zona fou declarada Gaeltacht. Actualment un comitè encoratja a desenvolupar xarxes entre els parlants d'irlandès per tal d'obtenir novament el reconeixement com a zona Gaeltacht.